# St. Peter und Paul (Oberwittstadt)

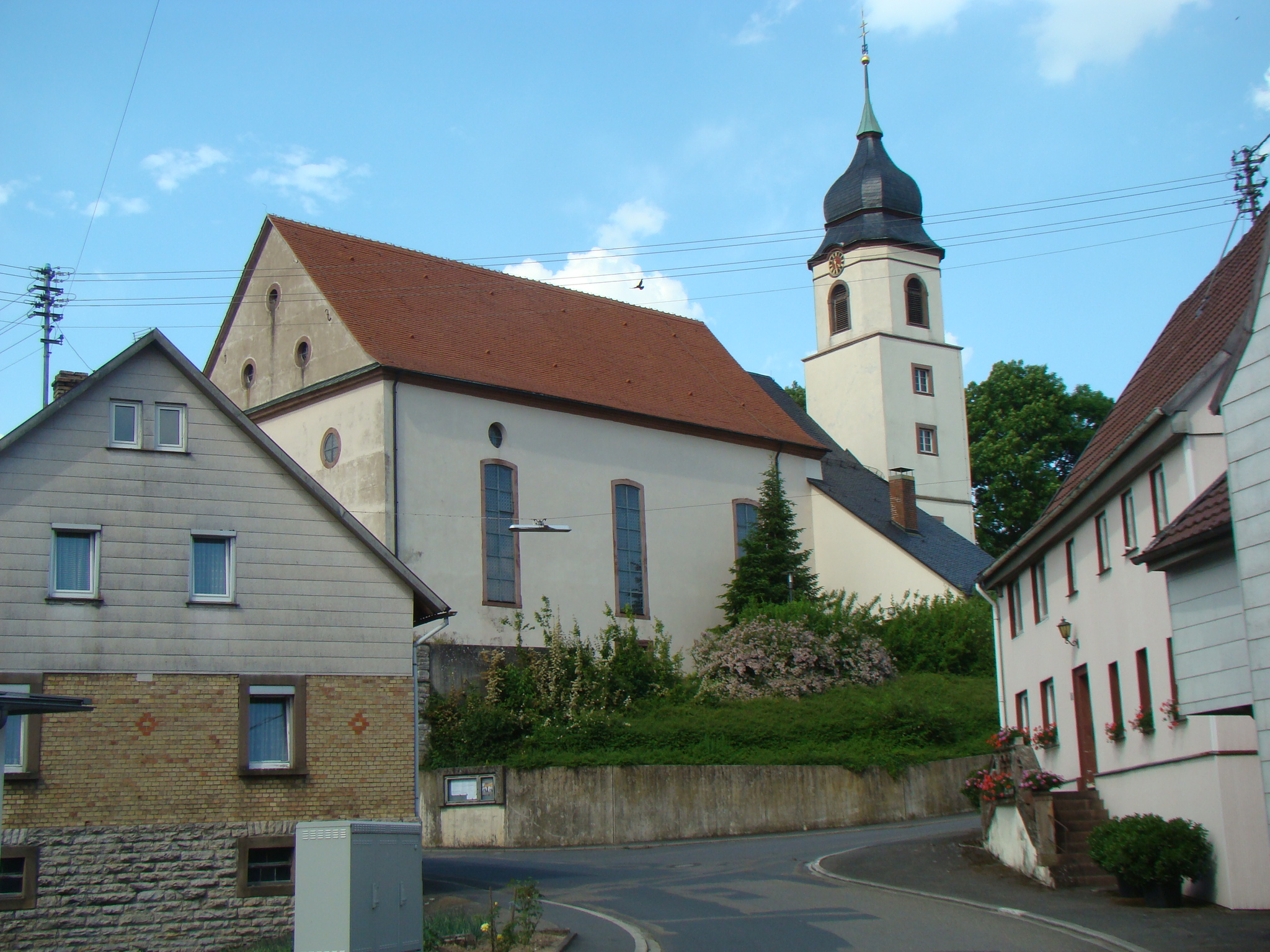
St. Peter und Paul in Oberwittstadt

Die römisch-katholische Pfarrkirche  St. Peter und Paul steht in Oberwittstadt, einem Stadtteil von Ravenstein im Neckar-Odenwald-Kreis in Baden-Württemberg. Das Bauwerk ist beim Landesamt für Denkmalpflege Baden-Württemberg als Baudenkmal eingetragen. Die Kirchengemeinde gehört zum Erzbistum Freiburg.

## Beschreibung
Die 1755/56 errichtete Saalkirche besteht aus einem Langhaus mit drei Fensterachsen, einem eingezogenen, halbrund schließenden Chor im Osten und einem Kirchturm an seiner Stirnseite, dessen Erdgeschoss vom Vorläuferbau stammt. Sein oberstes Geschoss mit abgeschrägten Ecken beherbergt die Turmuhr und den Glockenstuhl, in dem vier Kirchenglocken hängen. Darauf sitzt eine geschwungene Haube.
Im Innenraum des Langhauses befinden sich doppelstöckige Emporen, die von Pfeilern aus der Erbauungszeit getragen werden. Zur Kirchenausstattung gehören der um 1756 geschaffene Hochaltar und die Kanzel aus derselben Zeit.